# Rue de La Palud
La rue de La Palud est une voie située dans le 1er et 6e arrondissement de la commune française de Marseille.

## Situation et accès
Elle va de la rue de Rome à la place de Rome. Elle s’ouvre en oblique au no 25 de la rue de Rome où se situe la maison à pan coupé de Pierre Puget.

## Toponymie
Avant l'agrandissement de la ville ordonné en 1666 par Louis XIV, donc avant que ne soit percée la rue de Rome en prolongement de la rue d’Aix et du Cours, la voie est un chemin rural nommé Chemin de Rome. Située au pied de la colline Fongate, elle devient ensuite rue Fongate, puis rue de la Palud en souvenir de l'ancien couvent des Trinitaires déchaussés établi auparavant dans le quartier rural de la Palud avant la construction de leur nouveau couvent dans cette rue, et de Magdeleine de Mandols de la Palud leur bienfaitrice. Le nom de Fongate est alors attribué à une nouvelle rue au sommet de la colline, dite d’abord rue Nouvelle Fongate, puis simplement Fongate. Sur un plan de Marseille levé à la fin du XVIIIe siècle elle se nomme aussi rue de la Palun ou de la Trinité,.

## Histoire

### La maison de ville et la campagne de Pierre Puget
En 1681 alors qu’il revient vivre à Marseille le sculpteur, peintre et architecte Pierre Puget fait construire une maison à l’angle de la rue de Rome et de la rue de la Palud. Il achète également un terrain sur les pentes de la colline Fongate encore plantée de vignes, il y construit une maison de campagne connue sous le nom de « Pavillon Puget » ou de « Villa Fongate », dont l’accès se fait par l'ancienne rue Fongate. Ce Pavillon est démoli en 1747 lors de la prolongation de la rue Rue Balthazar-Dieudé.

### Le couvent et l'église des Trinitaires
En 1684, les Trinitaires, installés depuis 1658 dans le domaine de Font Obscure, quartier rural de la Palud au nord de Marseille, mais voulant se rapprocher de la ville, achètent des terrains dans un nouveau quartier créé lors de l'agrandissement. Sur ces terrains situés entre les rues Rue Jean-Pierre-Moustier, d'Aubagne, Jean-Baptiste-Estelle et de La Palud, ils construisent à partir de 1688 un couvent et une église.
Magdeleine de Mandols de La Palud leur a fait donation en 1653 de sa propriété de Font Obscure où elle s'est elle-même retirée après avoir été l’héroïne d’un tragique procès en sorcellerie. Adolescente elle aurait été séduite par Louis Gaufridy, curé de Notre-Dame-des-Accoules. Ce dernier reconnu coupable, dégradé par l’évêque Jacques Turricella, est brûlé vif le 30 avril 1611 sur la place des prêcheurs à Aix-en-Provence.
Le site de l'ancien domaine bastidaire est devenu le parc municipal de Font Obscure.
Lors de la Révolution les ordres monastiques sont supprimés, le couvent et l'église devenus biens nationaux sont vendus aux enchères publiques et démolis. Le 31 décembre 1806 une partie du terrain est achetée par Mgr Jérôme Champion de Cicé, archevêque d’Aix pour y construire une nouvelle église :  l'église de La Trinité-La Palud.

### Le domaine Ventre
Sur les terrains de l’ancien couvent est aussi construit le domaine Ventre, du nom d'un de ses premiers propriétaires, ensemble d’entrepôts et d’ateliers progressivement transformés en logements,.

### Immeubles en péril

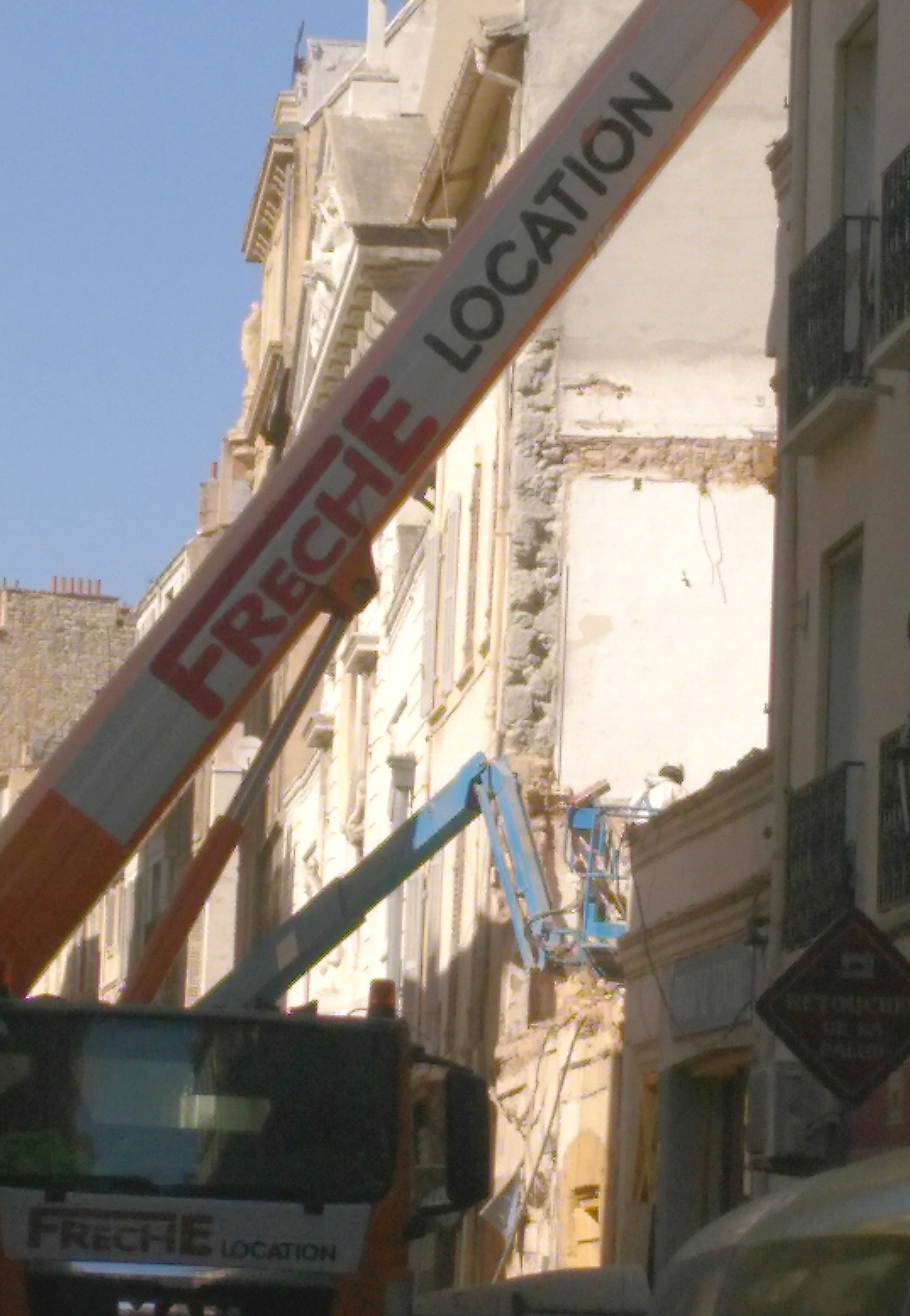
Démolition des 41 et 43 de la rue de la Palud le 23 mars 2019.

Dans la rue de la Palud des immeubles anciens peu ou pas entretenus sont frappés par des arrêtés de péril.
Le 7 novembre 2018, deux jours après l’effondrement de deux immeubles dans rue d'Aubagne située à proximité, les no 1 et no 3 de la rue de la Palud sont évacués en urgence. Le no 1 déjà frappé par un arrêté de péril imminent en septembre 2009 et réhabilité en 2012-2013 dans le cadre du plan d’éradication de l’habitat indigne par Marseille Habitat, société d’économie mixte dans laquelle la Ville de Marseille est majoritaire, se lézarde à nouveau probablement à cause no 3 voisin qui menace ruine,.
En février 2019, quelques mois après le drame de la rue d'Aubagne, la municipalité ordonne la démolition des immeubles nos  41 et 43  et l’évacuation d’une vingtaines de familles,, malgré les recours formulés par des propriétaires qui sont rejetés par le tribunal. Le  premier étage du 41 avait été mis aux enchères le 26 novembre 2018 avec un prix de départ (11 753,56 €) 15 fois inférieur au marché, et adjugé 45 000 €. Le no 43 était frappé d'un arrêté de péril et inhabité depuis 2012, mais la SARL Territoires & habitat, chargée de réaliser les travaux d’office pour le compte de la ville depuis 2014, ne s'est inquiétée de l'immeuble qu'en septembre 2018, trop tard pour commencer des travaux, et a failli à remplir sa mission de « sortie du péril ou de l’insalubrité ». L’association Sites & Monuments ainsi que le Comité du Vieux-Marseille interpellent la Ville sur le fait que ni le Service territorial de l'Architecture et du Patrimoine ni l’Architecte des bâtiments de France n’ont été consultés alors que les deux immeubles se situent en zone AVAP (Aire de valorisation de l'architecture et du patrimoine du centre-ville) qui les répertorie comme « immeubles à conserver » et qu'ils sont inclus dans le Plan de valorisation de l’architecture et du patrimoine. Ces deux associations de défense du Patrimoine demandent que soient conservées les façades du XVIIIe siècle afin que le paysage urbain  homogène de la rue soit respecté. Mais la «déconstruction manuelle » des immeubles (pour ne pas fragiliser les immeubles mitoyens) est réalisée en mars 2019.

## Bâtiments remarquables et lieux de mémoire
- Au no 35 l'église de La Trinité-La Palud;
- Au no 43 l'une des trois entrées du domaine Ventre qui passe  sous l'immeuble « déconstruit » en mars 2019 et dont l'accès est de ce fait condamné[26];
- Au no 69 une des entrées secondaires de la Bastide Flotte de la Buzine classée monument historique. À la fin du XVIIIe siècle, au moment même où le quartier s’urbanise Nicolas de Flotte de la Buzine fait construire en cœur d’îlot urbain une demeure sur le modèle des traditionnelles bastides de la campagne marseillaise, en partie sur un terrain acheté au petit fils de Pierre Puget qui a loti la campagne de son grand-père[27],[28]. À partir de 1832 la bastide accueille des institutions d'enseignement. En 2019 elle fait l'objet d'une rénovation et d'une opération immobilière qui bénéficie d'avantages fiscaux relatifs aux travaux réalisés sur un monument historique[29].